# Philip Hensher
Philip Michael Hensher (geboren 20. Februar 1965 in London) ist ein britischer Romanautor, Kritiker und Journalist.

## Leben
Hensher kam in Südlondon auf die Welt, verbrachte aber seine Kindheit und Jugend in Sheffield und besuchte die Tapton School. Er besuchte das Lady Margaret Hall Oxford, bevor er in Cambridge einen PhD über Kunst- und Literaturgeschichte des 18. Jahrhunderts erwarb. Er war auch als Hilfskraft im House of Commons tätig. Er hat einige Romane veröffentlicht und ist als Herausgeber und Buchpreisjuror tätig. Neben Beiträgen für das Literaturmagazin Granta kommentiert er auch Literaturthemen in The Guardian und The Independent.
Seit 2005 lehrt er Creative Writing an der University of Exeter.
Philip Hensher ist offen homosexuell und wurde 2006 als einer der 100 einflussreichsten LGBTler in Großbritannien aufgelistet.
Ein autobiographischer Roman (The Northern Clemency) stand 2008 auf der Auswahlliste des Booker Prize.

## Werke (Auswahl)
- Other Lulus (1994) – dt.: Die andere Lulu, Düsseldorf: Econ 1996, ISBN 978-3-612-27209-6
- Powder Her Face (1995) Libretto der Oper. Musik: Thomas Adès
- Kitchen Venom (1996)
- Pleasured (1998) – dt.: Die Stadt hinter der Mauer, Berlin: Argon 1999, übersetzt von Ruth Keen; ISBN 978-3-87024-497-2
- The Mulberry Empire (2002)
- The Fit (2004)
- The Northern Clemency (2008)
- The Bedroom of the Mister's Wife (1999)
- Selected Essays (2006)
- Tales of Persuasion. Kurzgeschichten. Fourth Estate, 2016

## Einzelbelege
1. ↑  Memorandum from Dr Philip Hensher, FRSL, to the House of Commons Select Committee on Education and Employment, October 1998
2. ↑  The Independent, (July 2, 2006), Gay Power: The pink list (Memento des Originals vom 3. Juli 2006 im Internet Archive)  Info: Der Archivlink wurde automatisch eingesetzt und noch nicht geprüft. Bitte prüfe Original- und Archivlink gemäß Anleitung und entferne dann diesen Hinweis.. Abgerufen am 25. Juni 2007.

| Personendaten    | Personendaten                           |
| ---------------- | --------------------------------------- |
| NAME             | Hensher, Philip                         |
| ALTERNATIVNAMEN  | Hensher, Philip Michael                 |
| KURZBESCHREIBUNG | britischer Schriftsteller und Publizist |
| GEBURTSDATUM     | 20. Februar 1965                        |
| GEBURTSORT       | London                                  |